# Gare de Gauriaguet
Gare de Gauriaguet vasútállomás Franciaországban, Gauriaguet településen.

## Vasútvonalak
Az állomást az alábbi vasútvonalak érintik:
- Chartres–Bordeaux-vasútvonal

## Kapcsolódó állomások
A vasútállomáshoz az alábbi állomások vannak a legközelebb:
- Gare de Cavignac
- Gare d’Aubie - Saint-Antoine